# パズル通信ニコリ
『パズル通信ニコリ』（パズルつうしんニコリ）とは、1980年に創刊された日本で初めてのパズル専門の雑誌である。

## 概要
発行者は同名の出版社、株式会社ニコリ。創刊当時は不定期刊で、その後季刊、隔月刊、月刊を経て1999年9月からは季刊。カックロ、ナンクロといった海外のパズルを紹介するほか、スリザーリンク、へやわけ、ぬりかべなどのオリジナルのパズルを発表している。他のパズル雑誌と異なり、掲載されるパズルのほとんどは読者による投稿作品である。また、判型も月刊時代を除き縦長であるB5変形と特殊なものになっている。
販売は直販に頼り（ニコリの項目も参照）、創刊から数年間は取り扱う書店も少なかった。また創刊から一貫して通常の雑誌に見られる広告は載せていなかったが、35号以降は例外もあるがパズル関連の広告に限り掲載が認められている。かつては誌面やWebページでニコリ販売店の一覧が「出張馬房」というコーナーで紹介されていたが、販売手段が多様化したことなどにより、2011年に掲載を廃止した。
また、芦ヶ原伸之のパズルに関するエッセイの連載（2004年6月まで）や、最新の立体パズルに関する情報を掲載するなど、クロスワードなどに偏らないパズル全般の専門誌としては現在日本で唯一の存在となっている。

### 誌名の由来
この雑誌のタイトルは、1980年5月に発行された創刊準備号（タイトルは「パズルの雑誌」）の中で募集された。しかし、結局は後述する鍜治真起がタイトルを考案した。
ニコリ (nikoli) とは1980年のアイリッシュ2000ギニーを勝ちエプソムダービーにも出走を果たした馬で、その名前はロシアの皇帝「ニコライ」に由来している。
ニコリ社長（当時）の鍜治真起は1995年にウルグアイで飼われていたこの馬を訪ね、『本屋さんに行くと言ってウルグアイの競馬場に行った』ISBN 4816412433 を著している。

## 歴史
1. 不定期発行（創刊号〜16号、1980年〜1987年）定価：100円 - 360円
  - 創刊準備号（1980年）定価：100円
タイトルの募集が行われた。
  - 創刊号（1980年8月）定価：200円
  - 1983年7月、姉妹紙「クロスビー」（クロスワード専門誌、不定期刊）創刊
2. 季刊発行（17号〜39号、1987年〜1992年）定価：消費税導入まで480円、導入以後は税込500円
  - 誌面デザイン・レイアウトの大幅な刷新を行う。これらは60号以降多少整理されたが月刊化するまで基本的に同じであった。
  - 表紙は21号までドルードル、22号以降はセブンピースコンテスト（後述）の優秀作。32号までは3色。表2は71号まで絵入りのコピー。表3も71号まで出版物在庫案内。裏表紙は絵入りのコピー。
  - 21号（1988年はる分）
「オモロパズルのできるまで」スタート。多くの新しいパズルがここから輩出される。
  - 1989年、姉妹紙「クロスビー」が季刊発行となる。それに伴い、本誌でのクロスワードなどの言葉系パズルが一部を除いて姿を消した。
  - 29号（1990年はる分）
読者コーナーで「馬年」の年賀状パズルの紹介。これは、本来年賀状パズルを毎年掲載していたミニコミ誌「月刊ニコリスト」が、編集部の多忙により発行間隔が大幅に乱れており、その救済としての措置であった。
  - 30号（1990年なつ分）特別定価：税込600円
創刊10周年。編集部が各コンテストに挑戦する。
1990年7月、代々木公園にて「パズル・ラリー」を開催する。
  - 33号（1991年はる分）
この号より表紙がカラフルになり、71号までデザインに和紙を用いた表紙となる。裏表紙が59号までコピーと和紙迷路になる。
3. 隔月刊発行（40号〜71号、1993年〜1998年）定価：税込780円（1997年4月の消費税率上昇後は本体定価を値下げ）
  - 姉妹誌「クロスビー」を吸収する。
  - 50号（1994年9,10月）特別定価：税込820円
50号記念号
巻頭にカラーページ。編集部が各コンテストに挑戦する。クロスワード誕生以前の日本のパズルの紹介。
  - 60号（1996年5,6月）
この号以降、新しいパズル（黒マスはどこだなど）の増加などの理由に伴い、
    - 初心者コーナー、パズルの解き方のページを廃止
    - 小サイズのパズルを1ヶ所にまとめて掲載し、前述の解き方のコーナーと合体させ（多く掲載されるパズルには特に）詳しい解説が付いた
    - クロスワードの掲載サイズを11×11、15×20（ビックロ）のみとする
    - パズルの掲載量を増加し、各号毎に多く掲載されるパズルを設定した

など、編成・レイアウトの大幅な変更が行われた。
この号以降「BATTLE LAND」内コーナーとしてまとめられたコンテスト系コーナーは、スケルトンコンテスト以外のほとんどのコンテストが次号発表に改められた。
表紙の材質が変わる。裏表紙がコピーと写真による同じの探しになる。
  - 65号（1997年3,4月 ISBN 4-89072-565-2）
この号以降、ニコリの出版物にISBN・バーコードが割り当てられる。
  - 67号（1997年7,8月）
本社が台東区に移転したため、台東区を題材にしたパズルを掲載。
4. 月刊発行（72号〜87号、1998年〜1999年）定価：税込530円
  - この期間だけ版形が違う。
  - 誌面デザインの大幅な刷新を行う。この時変更されたデザインは現在に至るまで使用されている。
  - 上記に関連し、72号から段階的にDTPに移行した。そのため、ナールなど長年使用されてきた写研文字が徐々に姿を消していった。
  - 表紙（表1）はパズル。裏表紙（表2〜4）は広告。
  - 80号（1999年1月号）
この号以降、編成方針が「出来るだけ多くのパズルを均等に載せる」から「月代わりで掲載されるパズルを変更し、一種類ごとの掲載数を増やす」に改められた。しかし、同年5月号・8月号では従来の編成方針であるなど、安定しなかった。
  - 87号（1999年8月号）
月刊最終号。5月号（84号,4月10日発行）の段階ではふくめん算のテーマ予定において「9月号 運動会」を挙げており、1999年4月から5月頃の段階で季刊化を決断したと考えられる。
この号をもって鍜治真起が編集長から降り、編集部からも離れた。
5. 季刊発行（88号〜現在、1999年〜）定価：91号まで税込880円、93号以降本体840円
  - 表紙は暗号→迷路。裏表紙は双六→広告 (Puzzle Japan → Nikoli.com) 。
  - 巻末にとじこみがつき、毎号大型のパズルが掲載されるようになる。
  - 総ページ数は隔月刊時代と同じ（132ページ）だったが、前述の編成方針を受けてか、人気が低くなったマックロなどのパズルは誌面から消えた。
  - 90号（2000年春号）
この号から背表紙の年表記の頭に「"（ダブルクォーテーション）」がつく。
  - 91号（2000年夏号）
ニコリクラブ（後述）第1期会員募集。
  - 92号（2000年秋号）特別定価：本体870円
創刊20周年増ページ特大号。
この号から巻頭がカラーページになる。
  - 93号（2001年冬号）
この号より総ページ数を8ページ増加。
  - 97号（2002年冬号）
この号からカラーページ後ろの2色印刷のページ（ザ･点つなぎ〜目次〜特集〜ニコリ･トピックス）がモノクロになる。
  - 100号（2002年秋号）
編集部が各コンテストに挑戦する。
  - 130号（2010年春号）
60号から71号までと同様に、多く掲載されるパズルが毎号変化するようになる。
この号から4号にわたり、30周年の記念企画が行われる。
  - 134号（2011年春号）
誌面リニューアル。
    - 表紙は暗号が続いていたが、この号から迷路など一般のパズルになる。
    - パズルの種類のさらなる増加に伴い、号代わりで掲載するパズルを変更する。掲載されない主なパズルが目次で明記されるようになった。
    - 特集ページなどの掲載位置が変更される。
    - スケルトンコンテストなど毎号行われていたコンテストの一部が不定期開催になり、その分他のコンテストが開催されるようになる。

  - 150号（2015年春号）
誌面リニューアル。
    - 総ページ数を16ページ減少させ、124ページ+とじ込み2枚となる。黄色のページがなくなり、「天」部分に柄を印刷することで代替とした。
    - 掲載されない主なパズルが目次で明記されなくなった。
    - 掲載されるパズルの種類と総数の絞り込みを行い、記事ページが増加された。

## 誌面の特徴
誌面には個性的な特徴があり、創刊以来独特の文化が積み重ねられている。
- 誌面サイズは創刊当初から、A4サイズだった月刊時を除いて「B5変型」と呼ばれる、B5サイズより横が短いサイズ（148mm×257mm）を採用している。また、「パズルBOX」「ザ・ペンシルパズル」など、ニコリから発行される本のうち、いくつかはこのサイズを採用している。
- 掲載パズル・新作パズルの提案は基本的に読者からの投稿によるが、編集者によるパズルが掲載される場合もある。パズル募集要項や投稿ルールは誌面上に毎号掲載されている。郵送でのみ受け付けているが、クロスワードに限りメールでの投稿が可能である（黒マスをアットマーク（@）にするなどのルールがある）。
- すべてのパズルの難易度は4つのマークにより区別されている。クエスチョンマーク（？）に顔が付いたマークで判別できる。
  - ？に笑顔: 簡単な難易度の問題。
  - ？に険しい顔: 標準的な難易度の問題。
  - ？に汗をかいた顔: 上級者向けの難易度の問題。
  - ？に目がバツになった顔: 最高レベルの難易度、あるいは解くのに非常に長い時間を有する問題。
- 編集者が度々誌面上に登場する。その際、個人の名前は○に1文字を入れた表記が使われる。
- 懸賞パズルや、コンテストの応募ハガキのフリースペースの記載内容が「ニコリランド」で掲載される場合がある。
- 10〜40文字程度のコピーがおもにパズルが掲載されたページの上や横など挟まれる。
- 罫線を挟んだページ下の2行ほどの場所は「ハミダシ」と呼ばれ、おまけコーナーのようなものが展開される。

## 主な連載

### パズル
特集
毎号ごとに特定のテーマにのっとったパズルやコラムなどを掲載する。投稿も呼びかけている。
オモロパズルのできるまで
読者が考えた、新しいペンシルパズルの投稿を発表するページ。21号より開始。当初は副題に「同時進考」とあった。
ある程度連続して掲載され、人気が確認された場合、「ニコリ・ファーム」と称するコーナー後ろのページに移動し、1ページ分の問題が毎号掲載される。ファームのパズルは数年で掲載を終えるものが多いが、ファームの位置から人気が定着した場合、コーナーから独立して掲載されるパズルとなる。これを俗に「定食化」や「レギュラー化」などという。
レギュラー化せずファームでの掲載が終了したパズルでも、単発で掲載される場合もある。また、まだファームの位置にあるパズルは、本誌以外でも「ザ・ペンシルパズル」「パズルBOX」などに掲載される場合もある。
私の脱帽パズル
パズル投稿者が別の投稿者のパズルでその完成度の高さに驚いた・感心したものを推薦し、その問題を再掲載するコーナー。
着順発表
指定されたパズル（100号まではふくめん算、それ以降は毎回変わる）を解いて、指定期間内に解答を送る。インターネット上でも応募を受け付けている。
消印に記された日時順、または解答を送信した時刻順に正解者全員の名前（ペンネーム）が載る。また、編集者の気分により毎回一人ないし二人の名前が太字で大きく載る。
懸賞パズル
近年はナンバリングとしては3つが独立して出題されている。そのほか、迷路などに対して懸賞が設定される場合もある。

### コンテスト・読者参加型
近年は単発開催のものが多く、以下は毎号行われているものである。
ポチポチコンテスト
指定された点群をつないで絵を描く。点はなるべく全て用いることが望ましく、なおかつ線は点のない所で交差してはいけない。現存するものでは最古のコーナーである。
十七文字さんこんにちは
与えられた俳句のアナグラムの作成を行う。59号までは、編集部の人間が作成した句を五十音順に並べ直した文字列を元に句を作成するもの（「ろ」部門）、また文字遊びを使った句(回文や同音、句の中に共通するものが隠されているなど)の投稿部門があった（「は」部門、60号以降は「お言葉に甘えて」に継承）。『月刊ニコリスト』での連載時は「アハコン（アナグラム俳句コンテスト）」というタイトルだった。

#### ニコリダービー
不定期に開催される読者参加ゲーム。姉妹誌の「数独通信」では毎号行われている。ルールは馬名を1頭決め、どこかの枠に割り当てるというものである。結果、同一枠に2頭以上馬がいたらその枠は失格で、1頭だけの枠の馬のみが完走でき、その枠の番号が最も若い馬が優勝。
- 過去の成績（号数は結果発表がされた号）
  1. 第一回 31号（あき分 1990年9月6日発行）
    - 全100枠 529頭出走 完走10頭 1着60枠（馬名：リセットポンポン）

  2. 第二回 38号（なつ分 1992年6月1日発行）
    - 全120枠 720頭出走 完走4頭 1着48枠（馬名：カッパノカワナガレ）

  3. 第三回 51号（11・12月号 1994年10月10日発行）
    - 全150枠 604頭出走 完走17頭 1着3枠（馬名：マサノスケ）

  4. 第四回 61号（7・8月号 1996年6月10日発行）
    - 全150枠 600頭出走 完走19頭 1着52枠（馬名：デューダダデューダ）

  5. 第五回 75号（8月号 1998年7月10日発行）
    - 全120枠 760頭出走 完走14頭 1着7枠（馬名：オーチャンミッキー）

  6. 第六回 88号（秋号 1999年9月10日発行）
    - 全120枠 451頭出走 完走28頭 1着35枠（馬名：メザセカンソウ）

  7. 第七回 100号（秋号 2002年9月10日発行）
    - 全100枠 399頭出走 完走11頭 1着74枠（馬名：シロカニペランラン）

  8. 第八回 113号（冬号 2005年12月10日発行）
    - 全100枠 346頭出走 完走10頭 1着20枠（馬名：チョーネンテン）

  9. 120号記念（第九回、「単発のコンテスト」） 121号（冬号 2008年12月10日発行）
    - 全120枠 324頭出走 完走24頭 1着5枠（馬名：マスターヨーコ）

### 読み物
後記を除き、「天」部分に柄が印刷された箇所にまとめて掲載されている。
私、実は「パズル関係者」です。
パズルを趣味としている、パズルとは関係ない業種の著名人にインタビューを行う。
ニコリ何でもスコープ
パズルっぽいものを漫画で紹介する。
ニコリ・トピックス
パズルショップ「トリト」店長で、元ニコリスタッフであった樹村めい子による、ニコリ最新号発売時点で近刊のパズル要素の高い書籍・メカニカルパズル・開催予定のイベント情報の紹介。
ニコリおすすめゲームズ
カードゲーム、ボードゲーム等の紹介。創刊時からゲーム紹介コーナーは存在したが、当初はコーナー名は無く、57号からタイトルが付いた。
ゲームとパズルの知的ワールド
大阪商業大学学長の谷岡一郎によるコラム。
高橋浩徳の「遊んで遊ばれて」
各地に伝わるゲームやイベントの紹介。うんすんかるたやごいたのような伝統的なゲームの他、金魚すくいの大会まで幅広く紹介している。
ナッちゃんのものづくりはパズルでいっぱい
漫画家たなかじゅんによるコラム。表題の漫画内でも登場する、町工場の工業製品に関する様々な工夫について語られる。
NIKOLI LAND
お便りコーナー「読者のハガキから」、前号で出題された着順発表問題の正解者発表、編集部からのお知らせ等が掲載される。
ゴメン・ペコン・コーナー
前号の間違い（コーナー内では「ペコン」と称する）を謝罪するコーナー。間違いにも些細な誤字脱字から、専門知識が必要な事柄までいろいろある。創刊号から存在する唯一のコーナー（創刊号には創刊準備号のペコンが掲載された）。
日本橋浜町発ちょいと後記
編集後記。このコーナー名になったのは36号より。36号から71号までは指揮・営業・事務・編集と分けられ、スタッフのほぼ全員が執筆していたが、72号以降は社員の増加もあり原則的に編集部のみとなっている。現在は15人が執筆している。なお、「日本橋浜町」は編集部があるところであり、編集部の移転と共にタイトルが変わっている。

### 過去の連載
- ニコリ平面放送局（2号〜39号,100号,130号）
- 9人の侍（近鉄バファローズをモチーフにした推理パズルの連載。9号〜16号,28号）
- しょーなぞ（＝しょーもないなぞなぞ、招き猫宗という架空の教団になぞなぞを投稿し、一定以上の評価が与えられるとテレホンカードが送られた。9号〜101号,133号）
- ロハコン（ローハイ度コンテスト）（12号〜14号、クロスビー5号〜7号）
- 突然ですがニコリスト（13号〜16号）
- ペンシルゲーム（このコーナーから「不眠ソリテア」が独立した。13号〜16号）
- ザ・ハミダシ君（ページ下部に、応募ハガキに書いてあった、一部がすでに指定されている空欄のある文章を埋めたものを紹介。14号〜71号）
- ニコリが選ぶパズル本（14号〜16号）
- 古典パズルでアソボ（マンガのコーナーの最初のもの。15号〜28号）
- お題パズル（現在の「特集」とほぼ同じ、15号〜16号）
- 特集（巻頭二色ページにおいて、絵を主体としたパズルコーナー。全てスタッフ作。とことこラリーは書籍化された。17号〜71号）
- 初心者コーナー（各ペンシルパズルのイージー問題のみをまとめたコーナー。17号〜59号）
- ドルードル（17号〜111号）
指定された図（絵の一部の拡大であったり適当な線図だったりする）を見て何に見えるかを答える。111号の結果発表で終了した。
- スージーコーナー（虫食い算、ふくめん算、その他数理パズルのコーナー。ふくめん算はテーマが募集された。17号〜71号）
- 切りぬきパズル（17号〜38号）
- パズルブック（後にブックガイドと改名。17号〜28号）
- ニコリパズルの解き方（ペンシルパズルの解き方を解説するコーナー。17号〜59号）
- パズル病棟日誌（芦ヶ原伸之、17号〜107号）
- 獏の夢喰いエッセー（夢枕獏、イラスト米山葉子、クロスビー1〜6号、ニコリ17号〜33号,131号）
- 平均大賞（現行のものと同じだが、毎回の設問が10個だった。途中から設問を募集した。18号〜27号,65号）
- 明るい暗号（18号〜21号）
- セブンピースコンテスト（シルエットパズルのコンテスト。初期はピース数が安定していなかった。20号〜39号、63号）
- PUZZLE EYE（パズルっぽいものを紹介するコーナー。後に「古典パズルでアソボ」を吸収し、マンガコーナーとなった。25号〜39号）
- 頭脳戦隊ニコリマン（戦隊ものの推理パズルシリーズ（作者・れっどふぁるこん）。不定期連載。26号〜92号）
- パズル写真館（27号〜33号）
- パズル周辺本（25号〜71号）
- 古典パズルを探る（29号〜38号）
  - 方陣編（阿部楽方、〜33号）
  - ポリオミノ編（土橋創作、〜38号）
- ふらりパズル探訪（西山輝夫、29号〜71号）
  - ビデオゲームセンター（TVゲーム、アーケードゲーム、パソコンゲームでパズルっぽいものを紹介。40号〜71号）
- サイコロを主役にしよう（30号〜33号）
- どしょなぞ（金子れいな監修、正式名称は「どうしょーもないなぞなぞ」31号〜71号）
- 大場惑のこれもパズルだ（大場惑、34号〜100号）
- なんでもアンケート（34号〜71号）
- ニコリ面白アンテナ（PUZZLE EYEを改題。40号〜71号）
- 日本語とお友達 真良碁のよまいごと（真良碁、日本語についてのコラム。クロスビー21号〜25号、ニコリ40号〜45号）
- 発想飛びコンテスト（クロスビー16号〜25号、ニコリ40号〜80号)
- あなたも私も読み間違えて（くろがね・みちお、読み間違いを募集するコーナー。クロスビー16号〜25号、ニコリ40号〜45号,132号）
- (起)のそのとたんだ（ニコリ平面放送局の改題。曲紹介を行わなくなった。40号〜87号）
- ダブルクロスコンテスト（クロスビー17号〜25号、ニコリ41号〜59号）
- クロスワードの冒険（クロスビー創刊号〜25号、ニコリ40号〜59号）
- お言葉に甘えて（言葉遊びのコーナー。タイトルは48号で決定し、49号から使用。46号〜71号）
- ニコリ発明クラブ（54号〜60号）
- BATTLE LAND（コンテスト系コーナーのページの総称。60号〜71号）
- チマタグラムコンテスト（65号〜87号）
- いったいどうなったんだあコンテスト（67号〜69号）
- 8×8文文コンテスト（68号〜70号）
- 選手権シリーズ（72号〜87号）
- テーマのあるパズル（3ページ。「特集」よりパズル色は薄く、ほぼ絵ものと写真もののパズルのみだった。72号〜87号）
- マンガで解き方を覚える（72号〜87号）
- 新聞切り張りコンテスト（74号〜90号）
- SPECIAL（1種類のパズルを6ページに渡って掲載。88号〜107号）
- ゲーム実況中継（88号〜98号）
- 古くて新しい物語（古典パズルの紹介。88号〜108号）
- パズルQ&A（88号〜93号）
- （起）のそのとたんだ2000（90号〜99号）
- クロスワードでどこまでできるかコンテスト（93号〜99号）
- Zの事件簿（ 二階堂黎人による1話完結形式の短編推理小説。111号〜137号）

## 編集長
- 創刊準備号〜9号 鍜治真起
- 10〜16号 樹村めい子
- 17号〜35号 鍜治真起（制作人：金元信彦）
- 36号〜71号 金元信彦（指揮：鍜治真起）
- 72号〜87号 鍜治真起（副編集長：金元信彦）
- 88号〜163号 安福良直
- 164号〜183号 菱谷桃太郎
- 184号〜 礒部将大

## ニコリキャラ
主に動物を擬人化したキャラが随所に描かれている。発行社および本誌と同名のニコリ以外は五十音順に記した。

### レギュラーメンバー
ニコリ
ウマをモチーフにしたキャラ。オス。体色は白(頭髪と尾は灰色)。ウマだけにメンバーの中で最も長身。手はヒヅメだが、なぜか普通に物を掴む事はできる（箸すら使える）。足には人間同様靴を履いている。ビーとともに表紙に登場することが多い。表情は笑顔が多い。顔は普通横顔のみ。一人称は「ボク」。
タント
ウサギをモチーフにしたキャラ。オス。体色は白。ミューの双子の弟。ミューとの違いは耳と手足の先端の色（ペールオレンジ）のみで、モノクロだと服装や言葉遣い以外では見分けがつかない。たまに目が点になる（初期はこちらが主流だった）。ヤンと仲良し。一人称は「ボク」。
ニキチ
キツネをモチーフにしたキャラ。オス。体色は山吹色(耳と尾の先端は茶色)。「ニコリ何でもスコープ」等、歴代のコーナーではムーとともにメンバーの知恵袋的存在。たとえレジャーに出かけていてもどこからともなく参考書を取り出し、ニンやミューに「いつも持ち歩いてるの?」と驚かれる。微笑むと顔の端に口が現れる。「〜なんだ」「〜だよな」「〜だぞ」と、ややぶっきらぼうな喋り方をする。家は正月に大型の門松を飾れることから、比較的裕福な家庭と考えられる。一人称は「オイラ」。
ニン
ネコをモチーフにしたキャラ。メス。体色は山吹色。ヤンの妹。ヤンとの見分け方は尾の縞模様(先端に模様がある)。ミューと仲良し。少し怒りっぽいところがあり、怒った時やイライラした時に額に眉毛状の曲線が現れる。一人称は「私」。
ビー
リスをモチーフにしたキャラ。オス。体色は茶色。名前の由来は上記｢クロスビー｣から。ホイを除くメンバーの中で最も背が低く、頭部とほぼ同サイズの巨大な尾が特徴。服装はほとんどがオーバーオール。愛称は「ビー坊」で、人間の年齢なら5歳程度と思われる。ニコリとともに表紙に登場することが多い。推理パズルに登場時は、1人だけ解答のヒントにならない発言をすることが多い。万歳をするのが癖。口癖は「おなかすいた」。一人称は「ボク」（たまに「ビー」）。
ペン太
ペンギンをモチーフにしたキャラ。オス。体色は紺色(腹部は白)。羽の裏は紺。メンバーで唯一名前に漢字が使われている。本名は「ペン太・ゴン」。皆からは「ペン太さん」と呼ばれる。通常服は着ていない。他のメンバーから非常に長生きしていると思われており、その事を聞かれる度に本人が冷や汗を流しながら否定する、という場面が頻繁に見られる。顔は通常は横顔だが、たまに正面から描かれる。常に丁寧語で話す。口癖は感心したときなどに発する相槌「ホホー」（「ホー」「ほほー」などバリエーションあり）。一人称は「私」。
ホイ
イモムシ（何の幼虫かは不明）をモチーフにしたキャラ。オス。体色は水色。ホイは通称で、フルネームは「アーリーローズ・ケネベック・メイクイーン・ホイラー男爵」（全てジャガイモの品種）。皆からは「ホイさん」と呼ばれる。虫食い算のページ（スージーコーナー）によく登場する。現在では（本名を紹介する場合以外）ほとんど言葉を発しない。
ミュー
ウサギをモチーフにしたキャラ。メス。体色は白。タントの双子の姉。タントとの違いは耳と手足の先端の色（ピンク）のみ。ニンと仲良し。よくビーの面倒を見ている。一人称は「私」「あたし」。
ムー
ムササビをモチーフにしたキャラ（犬ではない）。オス。体色は薄茶色。「ニコリ何でもスコープ」等ではニキチとともにメンバーの知恵袋的存在。ムササビだけに、よく空中に浮かんでいる（ただし飛膜は描かれていない）。微笑むと顔の端に口が現れる。通常丁寧語で話すが、推理パズルにおいては「〜だよ」と普通に話す。『へやわけマン』および『へやわけ丸の船長』の正体と思われる。一人称は「ボク」。
ヤン
ネコをモチーフにしたキャラ。オス。体色はレモン色。ニンの兄。ニンとの見分け方は尾の縞模様（先端に模様がない）。タントと仲良しで、よくタント・ビーと3人で遊んでいる。一人称は「ボク」。

### 特定のパズルに由来するキャラクター
ヌリ（ぬりかべ）
ぬりかべのページに登場。『ゲゲゲの鬼太郎』などに登場する妖怪のぬりかべをモチーフにしている。
シタッパ
カックロのページに登場。黒い直角二等辺三角形を2つ組み合わせた容姿。

### ニコリ以外の出版物に登場するキャラクター
コサンタ
オコジョをモチーフとしたキャラ。『パズル通信ニコリ』105号（2004年冬号）、「まちがい探し90」に登場。普段はニコリが問題を提供しているサンデー毎日に登場している。
コジロー
エゾナキウサギをモチーフとしたキャラ。『パズル通信ニコリ』97号（2002年冬号）「ニコリ何でもスコープ」、117号（2007年冬号）「ひとりはイヤよ双六」に登場。ニコリが問題を提供していた道新TODAYのパズルコーナーに登場していた。
ワラビーのお母さん
名前不明。東京新聞などに登場している。『ニコリ村の一年』（波書房刊）にも登場していた。

### その他
ポーちゃん
ミニコミ誌「月刊ニコリスト」のキャラクター。読者から募集した特徴を元に作られた。
マーくん
小学生向けパズル本『ニコリくん』に登場した子馬のキャラクター。登場時には名前がなかったが、後に「月刊ニコリスト」で名前の募集が行われた。
ボウミン
ゾウをモチーフとしたキャラ。読者が独自に立ち上げ、ニコリ非公認のミニコミ誌「関西ニコリスト」創刊当時に読者の1人がニコリキャラ製作者にオリジナルキャラクターを希望したことから生まれた。

## ニコリクラブ
2000年に発足した同社の愛好会である。

### 第1期〜第8期(2000年9月〜2008年8月）
この時期は9月を起点とした年間での会員制度であり、毎年6月発行の「パズル通信ニコリ」にて告知が行われた。
また、会員には主に以下の特典が行われた。
- 1年間の同社の『パズル通信ニコリ』も含む全出版物（ミニコミ誌の月刊『ニコリスト』を含む）が送られる。
- オリジナルのキャラクターぬいぐるみが贈られる。
- 会員限定のオリジナルグッズが購入できる。
- 誕生日にバースデーカード、正月には年賀状が贈られる。
- 前年以前に発行された出版物が会員価格で買える。
- 会員限定の季刊ミニコミ誌『みんなのニコリクラブ』が送られる（第7期以降）。

### 2008年9月〜2013年8月
2008年9月以降、3ヶ月単位での会員募集（9月期、12月期、3月期、6月期）に改められ、常時入会手続きが可能になった。
また、会員特典は以下の点が変更された。
- 出版物の割引制度が、基本的に「パズル通信ニコリ」や「数独通信」などの雑誌扱いのもののバックナンバーに限られた。
  - 2010年以降全出版物に再度変更された。
- キャラクターぬいぐるみは年間1回の製作というのは変わらないが、12月の段階で会員に登録している者に対して贈られる。
  - ぬいぐるみは2009年で終了し2010年からは別のグッズとなっているが、贈られる対象は12月の段階での会員である。
- ミニコミ誌『いつも号外ニコリクラブ新聞』が、2011年9月以降月刊となり、4ページから1ページ（裏面は出版物在庫案内）に改められた。

### 2013年9月〜
再び9月のみを起点とした年1回の会員募集制度に改められ、入会手続き期間も限定され、従前の9月期以外の会員は順次9月起点会員へと移行された。
会員特典も以下の点が変更された。
- コース別の募集となり、1年間のニコリ出版物が全て送られる従来のコースは「フルコース」となり、『パズル通信ニコリ』のみが1年間送られる（その他の会員特典はフルコースと共通）「ベーシックコース」が新しく設けられた。
- ミニコミ誌『いつも号外ニコリクラブ新聞』が、再び季刊・4ページに改められた。
- ミニコミ誌の月刊『ニコリスト』は別途購入に改められ、割引価格での購読となった。